# Grupo Desportivo Vitória de Sernache

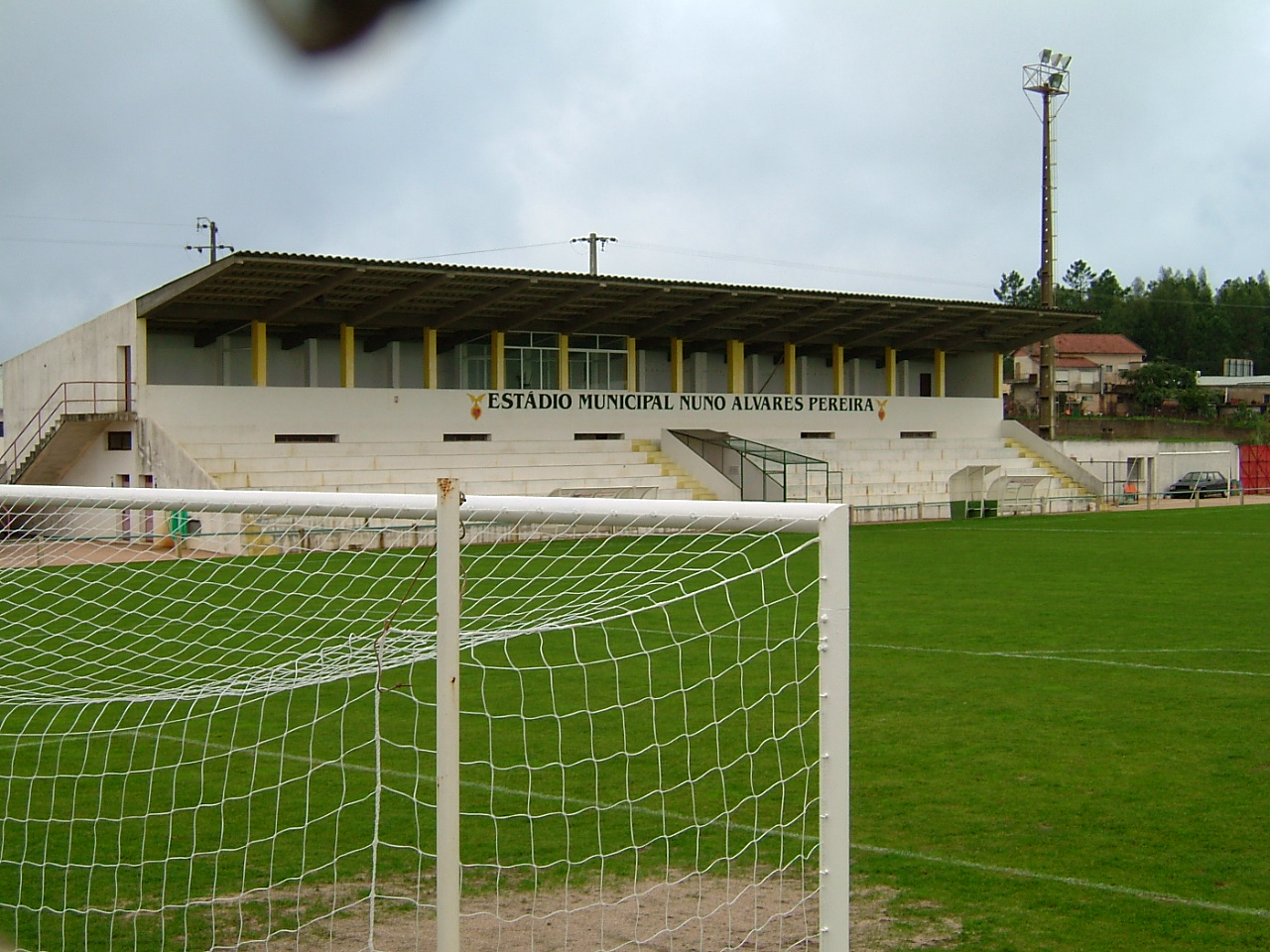
Estadio Municipal Nuno Álvares Pereira.

El GD Vitória de Sernache es un equipo de fútbol de Portugal que juega en el Campeonato de Portugal, la cuarta división de fútbol en el país.

## Historia
Fue fundado en el pueblo de Sernache la Bomjardim, en el distrito de Castelo Branco. Rodeado de una de las más grandes parches de bosque de pinos en Europa, tiene el orgullo de toda su glorioso pasado, donde la demanda por estar siempre a la vanguardia del desarrollo, ya sea económico o nivel intelectual y cultural, el que siempre fue una constante.
En 1924 llega el Athletic Club Sernache, que era frecuentado por el Atlético Clube de Portugal, y había logrado una importante participación en la población en sus aspectos culturales y deportivos.
Atlético estaba estrechamente vinculado al Gremio Recreativo Nuno Alvares, cuya sede se encuentra en la Rua Nuno Alvares Pereira. Por lo tanto es el primer equipo conocido de Sernache de Bomjardim.
No existe mucha información sobre las actividades del Athletic Club Sernache en este pueblo, pero que en su juventud vivió en el Sernache de Bomjardim, todavía se recuerda que, especialmente en las vacaciones escolares, muchos estudiantes universitarios se reunieron para competir con los partidos de fútbol con clubes de tierras vecinas.
Con sus actividades deportivas en los últimos años, muchos grupos que de forma espontánea se asocian a la práctica fueron surgiendo deporte . En este contexto surge en el año 1948, el Grupo de Deportes de Tráfico Sernache, cuya finalidad sería la de proporcionar a los empleados de la Compañía Viação Sernache, de momentos de placer y relajación.
Durante los años 40, se quería que el Sernache Athletic Club, el Grupo de Deportes de Tráfico Sernache y el otro grupo vinculado a los comerciantes locales, la Unión Comercial, ofrecieran a las personas las condiciones y los momentos de deporte, donde predominaba el fútbol, ya que la mayoría participó de ese deporte.
No había en ese momento una gran cantidad de distinción entre los diferentes miembros de estos grupos, había muchas veces partidos de fútbol en otros lugares, con una selección de los diferentes elementos de cada asociación.
En este momento se inició cuando la expansión económica de la parroquia de Cernache Bomjardim, el Grupo Desportivo Viação de Sernache, tenía varios deportes, luego del resultado de su relación con la empresa que era el motor del desarrollo económico de Cernache Bomjardim (que en el momento fue escrito como Sernache de Bomjardim)
Se hace hincapié en no sólo el fútbol, también el hockey sobre patines, atletismo, gimnasia y balonmano. Tenía más actividades relacionadas con el componente de entretenimiento, tales como sala de juegos y los deportes de motor.
El 28 de mayo de 1950 fue inaugurado el Estadio Nuno Alvares Pereira, empresa que cuenta con una gran cantidad de trabajo y financiado únicamente por los locales, en particular la cesión de la tierra por la familia Moreira.
En 1957 Grupo Desportivo Viação de Sernache, fue invitado a participar en la Copa de la Amistad, torneo de fútbol que reunió a equipos de Cernache Bomjardim, Figueiró Vino, Cabaços, Crieff, Serta y Pedrogão Grande.
El equipo Cernache Bomjardim con los jóvenes pero experimentados jugadores y talento, ganó la Copa de la Amistad. Esta victoria fue inesperada para ser jugado con los equipos con más retroalimentación, dio confianza a los atletas sin experiencia, lo que lleva a decidir el próximo año para participar en las competiciones organizadas por la Asociación de Fútbol de Castelo Branco.
Con la entrada por primera vez en el estado oficial de la competición en 1958, el Grupo de Deportes de Tráfico Sernache mostró un gran éxito, después de haber logrado el título de Campeón del barrio del Castelo Branco, y se subió a la 3 ª División Nacional.
Este éxito deportivo que culminó con el ascenso a la 2 ª División Nacional en la temporada de 1959/1960 fue un hecho considerado en todo el país como extraordinario, ya que un pueblo en el interior de Portugal llegó a una división en el campeonato portugués, donde otros clubes con más recursos nunca habían llegado, tenían el efecto de poner fin a los otros grupos que existían en la Cernache Bomjardim. simplemente venir a la existencia del CD Vitória de Sernache, que mientras tanto se había cambiado el nombre en un intento de separarse de la compañía Viação Sernache, a pesar de sus estatutos, de imponer una fianza de los miembros del consejo con los gerentes de empresas.
Al proporcionar el equipo de fútbol salió mal, la caída fue brutal, como resultado de la falta de asistencia a los partidos de fútbol, la Federación Portuguesa de Fútbol presentó un proceso disciplinario contra el club, con una gran multa que no había manera de pagarla.
El club fue impedido a asistir a las competiciones de fútbol organizados por la Asociación de Fútbol, el Grupo de Deportes de Victoria Sernache, había sido suspendido de sus actividades deportivas, sin realizar incluso la junta general de accionistas o de órganos de gobierno elegidos.
Así, desde 1964 hasta 1974, se suspendió la actividad del club. Con la revolución de abril de 1974, los empleados de la Compañía Viação Sernache luego nacionalizada e integrada en la Carretera Nacional, tomaron la iniciativa de reactivar el Grupo de Deportes, la organización de eventos deportivos para toda la población, en estos tiempos predominaban atletismo y juegos populares tradicionales.
Por supuesto, los recuerdos de los momentos vividos por la población hace una década que llevó el fútbol modalidad reactivasse este año, la participación a partir de Castelo Branco Distrito Campeonato de Fútbol en 1976, que se mantiene hasta nuestros días, en algunas temporadas, disputó el Campeonato Nacional de la División Nacional de tercero.
Durante estos 33 años, la actividad principal de la Asociación es el tipo de fútbol en los diversos grupos de edad, donde los jóvenes juegan el deporte en la provincia que lo requieran.
A pesar de este predominio del deporte, el GD Victoria de Sernache buscó diversificarse a lo largo de los años, con el tipo de actividades deportivas y de ocio que proporciona a la población.
En la temporada 70, además de los deportes populares, partidos de vida de la población, que prácticamente no tenía forma de diversión organizada.
En ese momento todos los domingos el Club organizó viajes que permitieron a todos los habitantes de la Cernache Bomjardim, conocer distintos lugares, sobre todo para los viajes familiares a la Serra da Estrela.
Con el tiempo, estas organizaciones más, habiendo limitan a participar en diversos eventos organizados por diversas entidades como la Ciudad de Serta y el Consejo Parroquial.
La mayoría de estas explotaciones sólo pueden ser citado de memoria, ya que no tiene ninguna forma de registro, tales como la participación en ferias comerciales organizadas a nivel local, participando en los desfiles de Carnaval , en colaboración con elementos de la dirección en la organización de eventos deportivos o culturales.
Colabora activamente con las distintas asociaciones del condado en la promoción y organización de eventos deportivos y culturales, participando en varios torneos de juegos populares, colaborando con recursos humanos y materiales en la organización de eventos de otras asociaciones de la comunidad. Sus miembros participan en la representación, el GDV Sernache estuvo en diversos eventos culturales organizados por la Junta Parroquial o el Ayuntamiento de Serta, tales como festivales de la canción, las pruebas de atletismo o los desfiles de carnaval.
Durante estos 33 años, la actividad principal de la Asociación es el deporte del fútbol en los diversos grupos de edad, donde los jóvenes juegan el deporte en la provincia que lo deseen, entrar en los campeonatos de nivel competitivo en el distrito de Castelo Branco.

## Palmarés
- Liga Regional de Castelo Branco: 4

2013/14, 2018/19, 2022/23, 2024/25

## Jugadores

### Jugadores destacados
- Bruno Vaz
- Joao Casal
- Miguel Serodio
- Kala